# 759. grenadirski polk (Wehrmacht)
759. grenadirski polk (izvirno nemško 759. Grenadier-Regiment; kratica 759. GR) je bil pehotni polk Heera v času druge svetovne vojne.

## Zgodovina
Polk je bil ustanovljen 13. novembra 1942 za potrebe 338. pehotne divizije.
Avgusta 1944 je bil polk uničen v dolini reke Rone in oktobra istega leta v Vogezih ponovno ustanovljen.